# 小山田高家
小山田 高家（おやまだ たかいえ、生年不詳 - 建武3年5月25日（1336年7月4日））は、南北朝時代の武将。秩父平氏・小山田氏の出自と見られている。名は「隆家」とも。

## 略歴
小山田氏は平重弘（秩父太郎大夫）の次男有重を祖とする一族で、院政・鎌倉期に台頭した。有重の一族は治承・寿永の乱を経て鎌倉幕府の有力御家人となるが、元久2年（1205年）には秩父一族の畠山重忠の乱に際して没落する。院政期には武蔵国小山田荘・稲毛荘などを本拠としていたが、鎌倉期には甲斐国都留郡に入部したという。
鎌倉期の小山田氏に関しては承久3年（1221年）の承久の乱に際して幕府方の甲斐源氏武田氏・小笠原氏が率いた東山道の軍勢の中に「小山田太郎」の名が見られ（『承久記』）、この頃には甲斐に在住したと見られている。
その後の小山田氏の動向に関しては不明であるが、南北朝期には『太平記』に小山田高家に関する逸話が見られる。高家に関する記述は『太平記』巻十六「小山田太郎高家青麦を刈る事」で、高家は建武3年（1336年）までに上野国の新田義貞に従い、同年3月には播磨において兵糧の欠乏から刈田狼藉を行い、軍令違反に問われる。義貞は高家を赦免し、巻十六「新田殿湊川合戦の事」に拠れば、同年5月25日の湊川の戦いにおいて高家は義貞の身代わりとして討死したという。なお、高家の刈田狼藉に関する話は『太平記』古本には見られず、後世の加筆であると考えられている。
墓所は東京都町田市下小山田町の大泉寺に所在し、小山田有重・行重親子とともに三基の宝篋印塔が残されている。
南北朝期の小山田氏に関しては高家の動向を唯一の初見とする。室町・戦国期には甲斐都留郡を本拠とした国衆である郡内小山田氏が出現し、甲斐守護・戦国大名である武田氏の家臣団となる。院政期から南北朝期の秩父平氏小山田氏と室町・戦国期の郡内小山田氏との系譜的関係は不明であるが、南北朝期に平姓小山田氏は南朝方に属して没落した一族で、新たに北朝方に属した郡内小山田氏が台頭し、両者の血縁関係を慎重視する見方もある。